# Roque del Este
Roque del Este – mała, niezamieszkana wyspa należąca do Archipelagu Chinijo, znajdującego się na północ od wyspy Lanzarote, będącej częścią archipelagu Wysp Kanaryjskich zaliczanych do Makaronezji.
Jej powierzchnia wynosi 0,06 km², najwyższe wzniesienie ma wysokość 84 m. Na jej terenie znajduje się strefa ochronna dla ptactwa morskiego (Parque Natural del Archipiélago Chinijo).
W języku hiszpańskim jej nazwa oznacza „skałę na wschodzie”.